# راية بنت الحسين
راية بنت الحسين (9 فبراير 1986- )، هي الابنة الصغرى للملك حسين ملك الأردن والملكة نور، والأخت غير الشقيقة للملك عبد الله الثاني ملك الأردن. أشقاؤها هم الأمراء حمزة وهاشم وشقيقتها الكبرى الأميرة إيمان.

## حياتها
التحقت الأميرة راية بكلية العالم المتحد الأطلسية في ويلز وحصلت على درجة البكالوريوس في اللغة اليابانية من جامعة إدنبرة. أمضت عامًا في الخارج للدراسة في جامعة ريتسوميكان في اليابان. حصلت على درجة الدراسات العليا في الأدب الياباني من جامعة كولومبيا. انتقلت بعد ذلك إلى طوكيو حيث أمضت ثلاث سنوات تعمل في مجال التنمية البشرية.
وهي حالياً طالبة دراسات عليا تدرس الدكتوراه في قسم اللغات الآسيوية والثقافات في جامعة كاليفورنيا وتركز دراساتها في "استقبال روايات المحاربين في القرون الوسطى في اليابان والعالم العربي وأثرها على بناء الهوية الوطنية" في جامعة كاليفورنيا لوس أنجلوس.

## النشاط السياسي
شاركت الأميرة راية في زيارات رسمية لليابان في عامي 2007 و 2008، في عام 2008، كانت أحد أعضاء الوفد الأردني الذي قام بزيارة رسمية مع الملك عبد الله الثاني إلى كوريا الجنوبية.
في أبريل 2009 رافقت الملك عبد الله الثاني إلى اليابان وظهرت إلى جانبه وهي تمسك بملفات الاتفاقيات وتقدمها فوق طاولة البحث متحدثة باللغة اليابانية من دون مترجمين مع المسؤولين اليابانيين الأمر الذي كشف عن ثقافة سياسية ودبلوماسية للأميرة الأردنية التي لم يعرف عنها من قبل أي اهتمامات سياسية، وهو الشيء المختلف حيث لا يذكر أي اهتمام سياسي للأميرات الأردنيات. تميز بشبهها الكبير بوالدتها الملكة نور الحسين.

## الاهتمامات
للأميرة راية اهتمام بالثقافة والشباب حيث تشارك في الفعاليات الشبابية والثقافية في الأردن، مثل مؤتمر الشباب العرب الذي يقام في الأردن.

## حياتها الخاصة
في 5 نوفمبر 2019 أعلن الديوان الملكي الأردني عن خطوبة الأميرة راية بنت الحسين (بتاريخ 26 أكتوبر 2019) على السيد فارس دونوفان وهو صحفي بريطاني كان يعمل سابقاً لدى صحيفة ذي تايمز البريطانية من مواليد 1994 وحفيد الروائي روالد دال، كان يُقيم حينها في دلهي حيث يقدم تقارير إخبارية محلية، أطلق على نفسه لاحقًا اسم (Faris Ned Donovan) بعد اعتناقه الإسلام وبدأ بتعلم اللغة العربية، في 7 يوليو 2020 أُعلن عن عقد قرانها على دونفان في لندن بمباركة شقيقها الملك عبدالله الثاني وحضور والدتها «نور الحسين» وسفير الأردن في لندن «عمر النهار» وعائلة السيد دونوفان، وسط مراسم احتفال مختصرة.